# SN 2010ah
SN 2010ah – supernowa typu Ic odkryta 23 lutego 2010 roku w galaktyce A114403+5541. W momencie odkrycia miała maksymalną jasność 18,80m.